# Stockholm Impact Award
Stockholm Impact Award var ett internationellt filmpris, som instiftades 2015 av Stockholms kommun och Stockholms filmfestival.
Priset delades ut till filmare som lyft fram aktuella samhällsfrågor. Prissumman var en miljon svenska kronor samt en statyett utformad av Ai Weiwei. Priset utdelades för första gången i november 2015 och utsågs av en jury med Ai Weiwei som ordförande. År 2020 delades priset ut för sista gången.

## Pristagare
- 2015 – Leena Yadav för Parched, en film "som ger en unik inblick i kvinnors liv på den indiska landsbygden".
- 2016 – Wayne Roberts för Katie Says Goodbye
- 2017 – Anna Jadowska för Wild Roses
- 2018 – Beatriz Seigner för filmen Los Silencios[3]
- 2019 – Kantemir Balagov för filmen Beanpole[4]
- 2020 – Michel Franco för filmen New Order[5]